# مالافيكا موهانان
مالافيكا موهانان هي ممثلة هندية ولدت في 4 أغسطس 1993.

## وصلات خارجية
- مالافيكا موهانان على موقع IMDb (الإنجليزية)
- مالافيكا موهانان على موقع قاعدة بيانات الفيلم (الإنجليزية)